# Jonathan Kestenbaum, Baron Kestenbaum
Jonathan Andrew Kestenbaum, Baron Kestenbaum (* 5. August 1959 in Tokio) ist ein britischer Wirtschaftsmanager und Politiker der Labour Party, der seit 2011 als Life Peer Mitglied des House of Lords ist.

## Leben
Nach dem Schulbesuch und einem anschließenden Studium an der London School of Economics and Political Science absolvierte Kestenbaum ein postgraduales Studium an der University of Cambridge sowie ein weiteres Studium der Betriebswirtschaftslehre an der Cass Business School, das er mit einem Master of Business Administration (M.B.A.) abschloss.
Kestenbaum, der ein weiteres Studium an der Harvard Business School absolvierte, wurde 1991 Leiter der Verwaltung im Büro des neuen Großrabbiners von Großbritannien und des Commonwealth of Nations, Jonathan Sacks, und behielt diese Funktion bis 1996. Außerdem war er Verwaltungsleiter des United Jewish Israel Appeal (UJIA) sowie Stabschef des Unternehmers Ronald Cohen, einem der finanziellen Hauptunterstützer der Labour Party. Ferner fungierte er als Vorstandsvorsitzender des Private Equity-Unternehmens Apax Partners sowie bis 2005 als Chief Executive Officer des 2003 von Ronald Cohen gegründeten The Portland Trust.
Im Anschluss war Kestenbaum, der Trustee des Rowley Lane Recreational Trust war, von 2005 bis 2010 Chief Executive Officer der NESTA, der Nationalen Stiftung für Wissenschaft, Technologie und die Künste (National Endowment for Science, Technology and the Arts). Weiterhin ist er seit 2008 Mitglied des Aufsichtsrates der privaten digitalen Marketingagentur Profero sowie Vorstandsmitglied der Behörde für technologie Strategie (Technology Strategy Board). Seit 2010 fungiert er einerseits als Chief Operating Officer (COO) von RIT Capital Partners PLC sowie Vorstandsvorsitzender von Five Arrows Ltd.
Durch ein Letters Patent vom 24. Januar 2011 wurde Kestenbaum als Life Peer mit dem Titel Baron Kestenbaum, of Foxcote in the County of Somerset, in den Adelsstand erhoben. Kurz darauf erfolgte am 26. Januar 2011 seine Einführung (Introduction) als Mitglied des House of Lords. Im Oberhaus gehört er zur Fraktion der Labour Party.